# Sardinella atricauda
Sardinella atricauda és una espècie de peix de la família dels clupeids i de l'ordre dels clupeïformes.

## Morfologia
- Els mascles poden assolir 12,6 cm de llargària total.[3][4]

## Hàbitat
Viu en àrees de clima tropical (1°N - 9°S, 105°E - 134°E) fins als 50 m de fondària.

## Distribució geogràfica
Es troba a Indonèsia.

## Costums
Forma bancs a les aigües costaneres.